# Araneus rabiosulus
Araneus rabiosulus là một loài nhện trong họ Araneidae.
Loài này thuộc chi Araneus. Araneus rabiosulus được Eugen von Keyserling miêu tả năm 1887.